# Herbertocaris
Herbertocaris is een geslacht van uitgestorven kreeftachtigen uit de klasse van de Malacostraca (hogere kreeftachtigen).

## Soort
- Herbertocaris wideneri Stumm & Chilman, 1969 †